# Christopher Vilhelm Dreyer
Christopher Vilhelm Dreyer, född 1737, död 1810, var en dansk diplomat.
Dreyer var auskultant i räntekammaren 1764, blev legationssekreterare i Sankt Petersburg samma år. Han blev därefter sändebud i Warszawa 1773, i London 1777, i Madrid 1784 och i Paris 1796-1810. På den sistnämnda posten visade Dreyer stor diplomatisk skicklighet och försökte här, om än förgäves, verka för Fredrik VI:s val till svensk tronföljare. Dreyver var en av Danmarks skickligaste diplomater.